# 班斯湖
53°22′12″N 7°18′1″E / 53.37000°N 7.30028°E

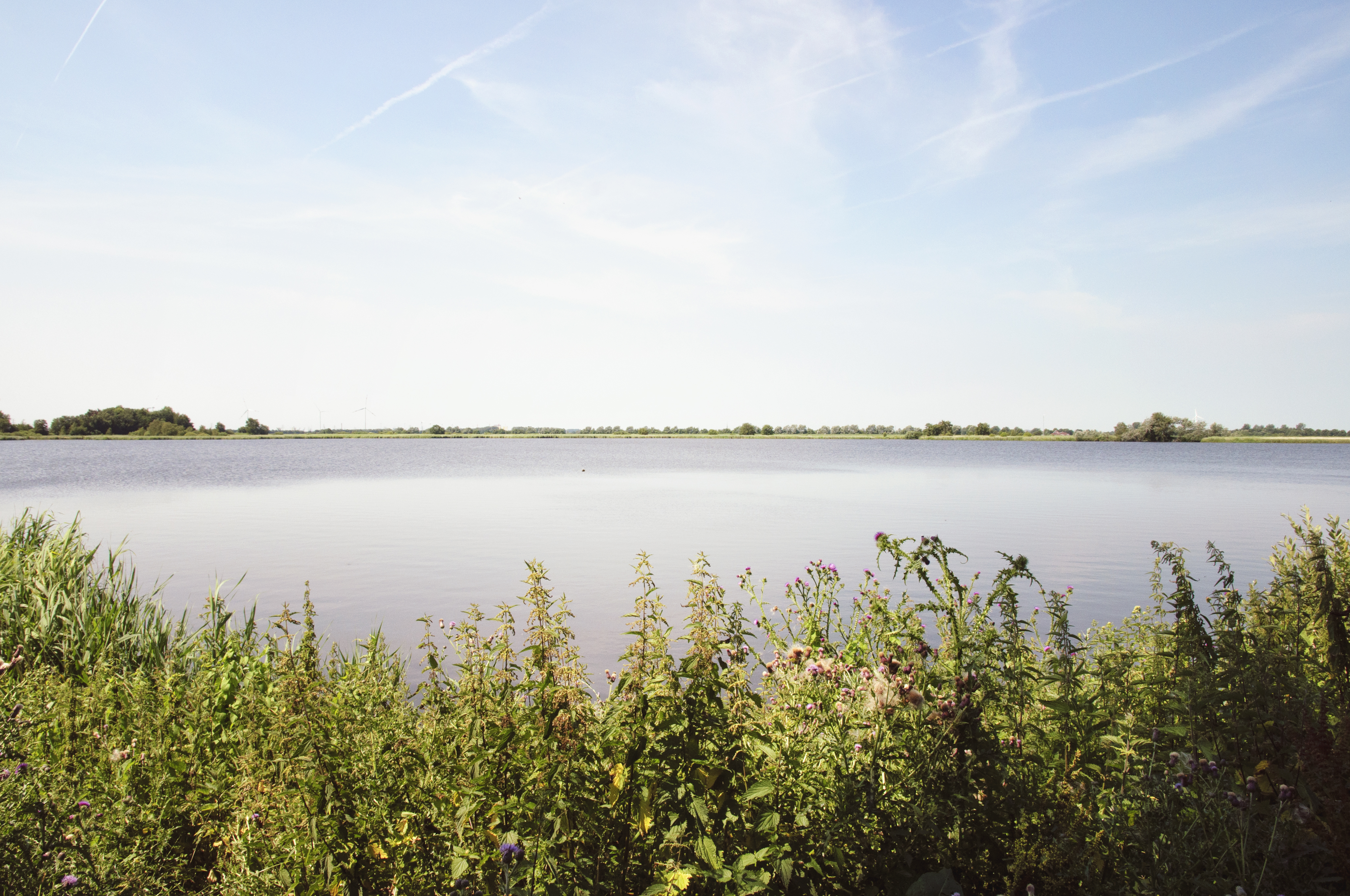

班斯湖（德語：Bansmeer），是德國的湖泊，位於該國西北部，由下薩克森州負責管轄，處於東弗里斯蘭，長0.6公里、寬0.5公里，面積0.24平方公里，平均水深1米，最大水深1.7米。